# Славина (Постојна)
Славина (словен. Slavina, итал. Villa Slavina) је насељено место у општини Постојна, Приморско-нотрањска регија, Словенија.

## Историја
До територијалне реорганизације у Словенији била је у саставу старе општине Постојна.

## Становништво
У попису становништва из 2011. године, Славина је имала 221 становника.
| Број становника према пописима | Број становника према пописима | Број становника према пописима |
| ------------------------------ | ------------------------------ | ------------------------------ |
| 1991                           | 2002                           | 2011                           |
| 211                            | 206                            | 221                            |